# Marbleton
Le village de Marbleton est situé dans le comté de Sublette, dans l’État du Wyoming, aux États-Unis. Lors du recensement de 2010, sa population s’élevait à 1 094 habitants.

## Source
- (en) Cet article est partiellement ou en totalité issu de l’article de Wikipédia en anglais intitulé « Marbleton, Wyoming » (voir la liste des auteurs).